# Carmen Ranigler
Carmen Ranigler (* 17. August 1976 in Bozen) ist eine ehemalige italienische Snowboarderin. Sie nahm an zwei Olympischen Winterspielen und fünf Snowboard-Weltmeisterschaften teil.

## Werdegang
Ranigler nahm im Dezember 1995 in Sestriere erstmals am Snowboard-Weltcup der FIS teil, wobei sie den 17. Platz im Parallelslalom errang. In der Saison 1998/99 erreichte sie mit Platz zwei in Morzine ihrer erste Podest sowie Top-Zehn-Platzierung im Weltcup und wurde bei den Snowboard-Weltmeisterschaften 1999 in Berchtesgaden Zwölfte im Parallel-Riesenslalom, Achte im Snowboardcross, Sechste im Parallelslalom sowie Fünfte im Riesenslalom. In der folgenden Saison kam sie im Weltcup 16-mal unter die ersten Zehn und belegte damit den sechsten Platz im Gesamtweltcup sowie den zweiten Rang im Snowboardcross-Weltcup. Dabei errang sie zweimal den dritten sowie zweiten Platz und holte im Snowboardcross in Schönried ihren ersten Weltcupsieg. In der Saison 2000/01 erreichte sie bei 28 Teilnahmen im Weltcup 24-mal eine Top-Zehn-Platzierung. Dabei holte sie fünf Siege und errang zweimal den zweiten Platz. Beim Saisonhöhepunkt, den Snowboard-Weltmeisterschaften 2001 in Madonna di Campiglio, gewann sie die Bronzemedaille im Parallelslalom. Zudem wurde sie dort Elfte im Parallel-Riesenslalom, Neunte im Snowboardcross und Fünfte im Riesenslalom. Zum Saisonende gewann sie den Parallelslalom-Weltcup und errang den sechsten Platz im Snowboardcross-Weltcup, den fünften Platz im Riesenslalom-Weltcup sowie den zweiten Platz im Gesamtweltcup.
Nach Platz 17 im Parallel-Riesenslalom im Stoneham zu Beginn der Saison 2003/04, kam Ranigler im Weltcup fünfmal unter die ersten Zehn und errang damit den 18. Platz im Snowboardcross-Weltcup sowie den siebten Platz im Gesamtweltcup. In der Saison 2004/05 wurde sie Elfte im Parallel-Weltcup und Dritte im Snowboardcross-Weltcup. Dabei erreichte sie 13 Top-Zehn-Platzierungen, darunter je einen dritten und zweiten Platz. Beim Saisonhöhepunkt, den Snowboard-Weltmeisterschaften 2005 in Whistler, belegte sie den 16. Platz im Parallel-Riesenslalom, den 12. Rang im Parallelslalom und den fünften Platz im Snowboardcross. In der folgenden Saison errang sie mit sechs Top-Zehn-Ergebnissen, darunter Platz zwei im Parallelslalom in Sankt Petersburg den 16. Platz im Snowboardcross-Weltcup sowie jeweils den neunten Platz im Parallel-Weltcup und Gesamtweltcup. Bei ihrer ersten Teilnahmen an Olympischen Winterspielen im Februar 2006 in Turin belegte sie den 26. Platz im Parallel-Riesenslalom und den 18. Rang im Snowboardcross. In den folgenden Jahren erreichte sie meist Platzierungen außerhalb der ersten zehn. In der Saison 2007/08 kam sie mit Platz drei im Parallel-Riesenslalom in Limone Piemonte letztmals im Weltcup aufs Podest. Bei den Snowboard-Weltmeisterschaften 2007 in Arosa fuhr sie auf den 28. Platz im Parallelslalom sowie auf den sechsten Rang im Parallel-Riesenslalom und bei den Snowboard-Weltmeisterschaften 2009 in Gangwon auf den 22. Platz im Parallel-Riesenslalom sowie auf den 19. Rang im Parallelslalom. In ihrer letzten aktiven Saison 2009/10 belegte sie bei den Olympischen Winterspielen 2010 in Vancouver den 25. Platz im Parallel-Riesenslalom und absolvierte in La Molina ihren 169. und damit letzten Weltcup, welchen sie auf dem 29. Platz im Parallel-Riesenslalom beendete.
Ranigler siegte bei italienischen Meisterschaften dreimal im Snowboardcross (2000, 2004, 2006), zweimal im Riesenslalom (2009, 2010) und je einmal im Parallel-Riesenslalom (2004) und Parallelslalom (2004).

## Teilnahmen an Weltmeisterschaften und Olympischen Winterspielen

### Olympische Winterspiele
- 2006 Turin: 18. Platz Snowboardcross, 26. Platz Parallel-Riesenslalom
- 2010 Vancouver: 25. Platz Parallel-Riesenslalom

### Snowboard-Weltmeisterschaften
- 1999 Berchtesgaden: 5. Platz Riesenslalom, 6. Platz Parallelslalom, 8. Platz Snowboardcross, 12. Platz Parallel-Riesenslalom
- 2001 Madonna di Campiglio: 3. Platz Parallelslalom, 5. Platz Riesenslalom, 9. Platz Snowboardcross, 11. Platz Parallel-Riesenslalom
- 2005 Whistler: 5. Platz Snowboardcross, 12. Platz Parallelslalom, 16. Platz Parallel-Riesenslalom
- 2007 Arosa: 6. Platz Parallel-Riesenslalom, 28. Platz Parallelslalom
- 2009 Gangwon: 19. Platz Parallelslalom, 22. Platz Parallel-Riesenslalom

## Weltcupsiege und Weltcup-Gesamtplatzierungen

### Weltcupsiege
| Nr. | Datum             | Ort           | Disziplin             |
| --- | ----------------- | ------------- | --------------------- |
| 1.  | 20. Januar 2000   | Schönried     | Snowboardcross        |
| 2.  | 19. November 2000 | Tignes        | Riesenslalom          |
| 3.  | 3. Februar 2001   | München       | Parallelslalom        |
| 4.  | 11. Februar 2001  | Berchtesgaden | Parallel-Riesenslalom |
| 5.  | 14. März 2001     | Ruka          | Parallel-Riesenslalom |
| 6.  | 15. März 2001     | Ruka          | Parallelslalom        |

### Weltcup-Gesamtplatzierungen
| Saison    | Gesamt | Gesamt | Parallel | Parallel | Parallel-Riesenslalom | Parallel-Riesenslalom | Parallelslalom | Parallelslalom | Snowboardcross | Snowboardcross | Riesenslalom | Riesenslalom |
| Saison    | Punkte | Platz  | Punkte   | Platz    | Punkte                | Platz                 | Punkte         | Platz          | Punkte         | Platz          | Punkte       | Platz        |
| --------- | ------ | ------ | -------- | -------- | --------------------- | --------------------- | -------------- | -------------- | -------------- | -------------- | ------------ | ------------ |
| 1995/96   | 31     | 48.    | -        | -        | -                     | -                     | -              | -              | -              | -              | -            | -            |
| 1996/97   | 33     | 119.   | -        | -        | -                     | -                     | -              | -              | -              | -              | -            | -            |
| 1997/98   | 21     | 127.   | -        | -        | -                     | -                     | -              | -              | -              | -              | -            | -            |
| 1998/99   | 160    | 53.    | -        | -        | -                     | -                     | -              | -              | -              | -              | -            | -            |
| 1999/2000 | 854    | 6.     | 2060     | 14.      | 2060                  | 14.                   | -              | -              | 5220           | 2.             | -            | -            |
| 2000/01   | 1147   | 2.     | -        | -        | -                     | -                     | 8850           | 1.             | 3210           | 6.             | 1866         | 5.           |
| 2001/02   | -      | -      | -        | -        | 1020                  | 29.                   | 1220           | 15.            | -              | -              | -            | -            |
| 2003/04   | 234    | 7.     | 1782     | 24.      | -                     | -                     | -              | -              | 1270           | 18.            | -            | -            |
| 2004/05   | -      | -      | 2999     | 11.      | -                     | -                     | -              | -              | 3110           | 3.             | -            | -            |
| 2005/06   | 4216   | 9.     | 2576     | 9.       | -                     | -                     | -              | -              | 1640           | 16.            | -            | -            |
| 2006/07   | 1056   | 51.    | 1056     | 26.      | -                     | -                     | -              | -              | -              | -              | -            | -            |
| 2007/08   | 1460   | 45.    | 1460     | 22.      | -                     | -                     | -              | -              | -              | -              | -            | -            |
| 2008/09   | 677    | 83.    | 677      | 31.      | -                     | -                     | -              | -              | -              | -              | -            | -            |
| 2009/10   | 1188   | 47.    | 1188     | 22.      | -                     | -                     | -              | -              | -              | -              | -            | -            |